# Jaroslav Jiřík
Jaroslav Jiřík (Vojnův Městec, 10 dicembre 1939 – Brno, 11 luglio 2011) è stato un hockeista su ghiaccio cecoslovacco, dal 1992 ceco.

## Palmarès

### Olimpiadi invernali
- 2 medaglie[1]:
  - 1 argento (Grenoble 1968)
  - 1 bronzo (Innsbruck 1964)

### Mondiali
- 5 medaglie[1]:
  - 2 argenti (Finlandia 1965; Jugoslavia 1966)
  - 3 bronzi (Cecoslovacchia 1959; Svezia 1963; Svezia 1969)